# Kommunala finansrådet
Kommunala finansrådet var ett den 1 januari 1954 i Sverige inrättat råd.
Kommunala finansrådet bildades enligt överenskommelse mellan Svenska stadsförbundet, Svenska landskommunernas förbund och Svenska landstingsförbundet samt enligt beslut av Kungl. Maj:t 1953. Rådet har bland annat till uppgift att avge yttranden över kommunala ansökningar om lånetillstånd. Rådet, var en utvidgning av det 1918 fungerande Svenska stadsförbundets finansråd, förefaller ha upphört omkring 1970.